# Menander
Genre
Menander est un genre de papillons sud-américains de la famille des Riodinidae.

## Systématique
Le genre Menander a été créé en 1939 par l'entomologiste britannique Arthur Francis Hemming (1893-1964).

## Liste des espèces
- Menander aldasi Hall & Willmott, 1995 ;  Équateur
- Menander cicuta (Hewitson, [1863]) ; Brésil, Pérou
- Menander clotho (Stichel, 1911) ; Guyana, Pérou
- Menander coruscans (Butler, 1867) ; Bolivie, Brésil, Guyane
- Menander felsina (Hewitson, [1863]) ; Brésil
- Menander hebrus (Cramer, [1775]) ; Bolivie, Brésil, Colombie, Guyana, Guyane, Surinam
- Menander laobotas (Hewitson, 1875) ; Colombie, Équateur, Nicaragua, Panama,
- Menander menander Stoll, 1780 ; Bolivie, Brésil, Colombie, Costa Rica, Équateur, Guyana, Guyane, Pérou, Surinam
- Menander pretus (Cramer, [1777]) ; Brésil, Colombie, Guatemala, Nicaragua, Panama
- Menander thalassicus Brévignon & Gallard, 1992 ; Guyane

### Source
- Menander sur funet
- Menander sur butterflies of america